# Sralai

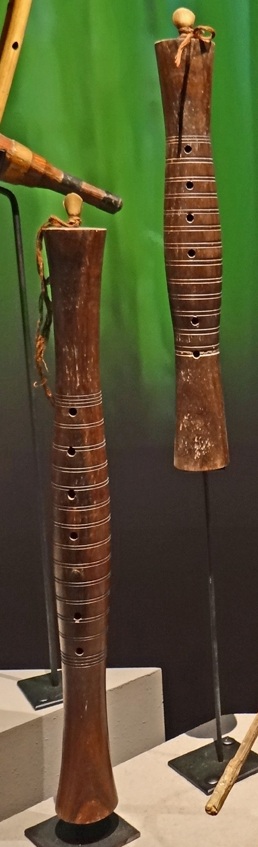
Twee sralai-instrumenten, een alt (links) en sopraan (rechts).

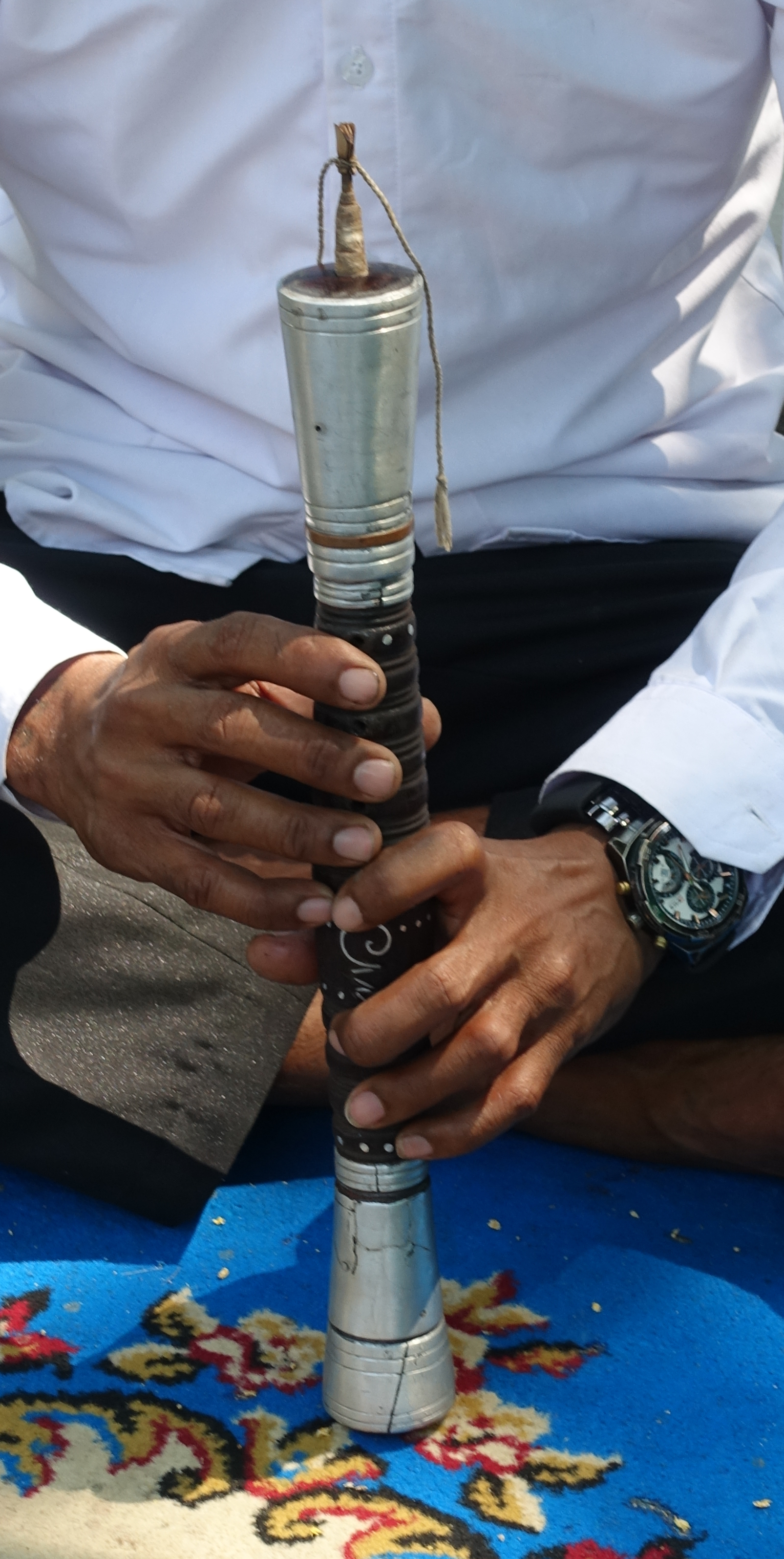
Een bespeler van de sralai met zijn instrument, Siem Reap, 2024

Een sralai is een Cambodjaans blaasinstrument, met een geluid dat lijkt op dat van een hobo. Het instrument heeft een viervoudig riet. Het instrument wordt gebruikt in het pinpeatorkest. Dat orkest heeft verder alleen slaginstrumenten. De viervoudige rieten zijn gemaakt van de gedroogde bladeren van de suikerpalm, Borassus flabellifer. De boring van het instrument is licht conisch.
Een vroege afbeelding van de sralai is aangetroffen op een 12e-eeuws reliëf in de tempel in Banteay Chhmar in het noorden van Cambodja. Het instrument is ook te zien op een reliëf in de noordelijke galerie van Ankor Wat, dat uit de 16e eeuw dateert.

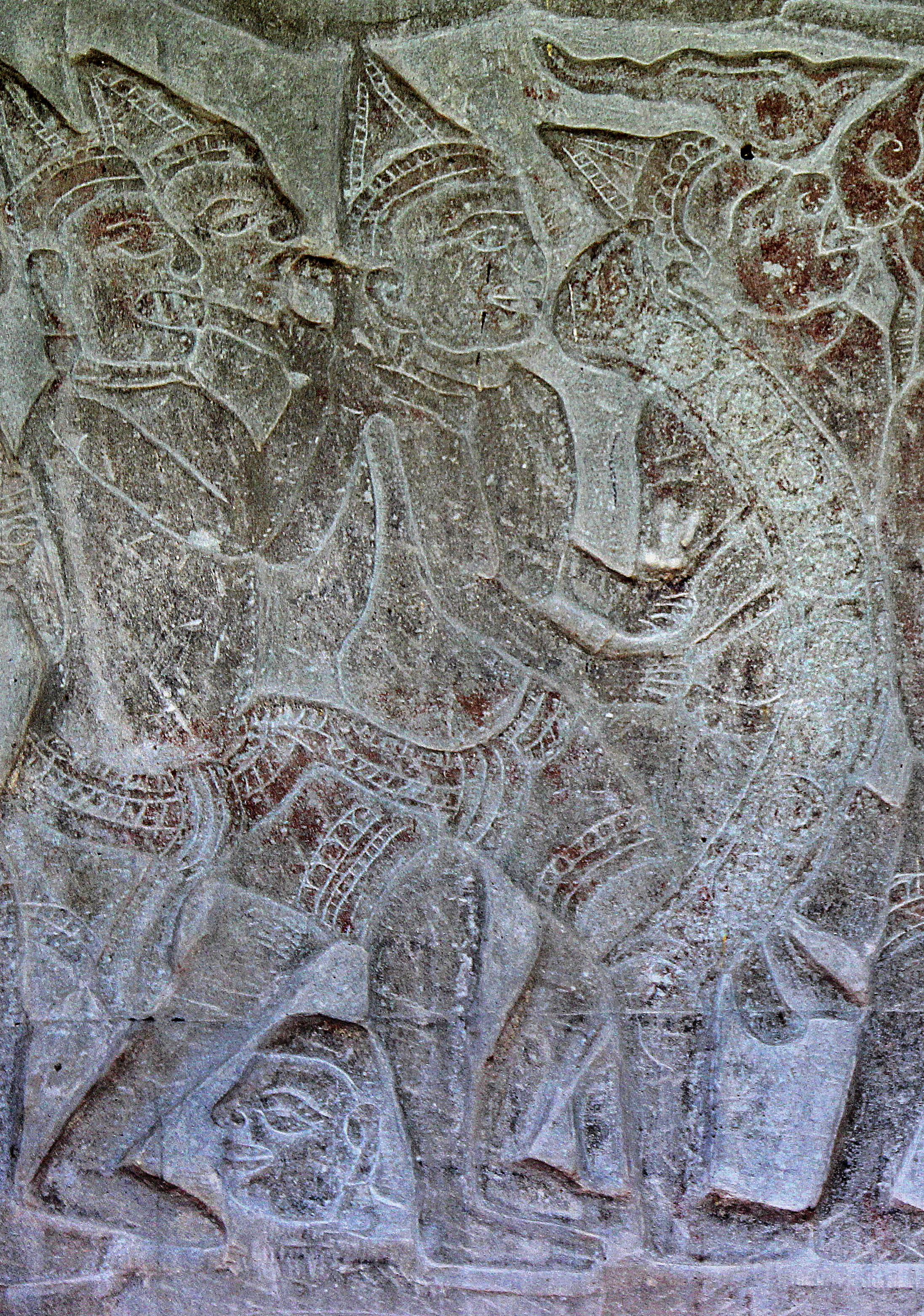
Links mogelijk bespelers van dit instrument op de reliëfs van Ankor Wat

## Soorten
Er bestaan drie soorten sralai:
- sralai toam ming (ca 16,5 inch) - gebruikt bij begrafenissen
- sralai pin peat - gebruikt in het pinpeatorkest. Er zijn twee subvarianten, een kleine sopraan (sralai touch, ca 13 inch) en een grotere alt (sralai thom)
- sralai jaiy die gebruikt wordt tijdens wedstrijden vechtkunst.

## Verschil met hobo
De westerse hobo heeft een dubbel riet en een sterkere conische boring dan de sralai. De sralai kent echter geen kleppen zoals de moderne hobo.

## Constructie en speeltechniek
De bespeler van de sralai moet circulaire ademhaling beoefenen om continu te kunnen spelen zonder te stoppen om adem te halen. Dit is in overeenstemming met de traditie in de muziek van de Khmer, dat er in muziek geen stiltes horen te vallen. Deze traditie vergt veel uithoudingsvermogen van de bespeler van de sralai, gezien de lengte van de muziekstukken.
Het instrument in de variant van de pinpeat heeft 6 speelgaten. De bovenste vier hebben gelijke onderlinge afstanden, de onderste twee hebben een iets grotere afstand. De gaten bevinden zich op een wat dikker gedeelte van het instrument. Het instrument is versierd met ringen, die ook voorkomen dat de vingers verschuiven.
Het instrument heeft 4 rieten, die in metalen mondstuk worden geplaatst, dat van brons, messing, zilver of zelfs goud gemaakt kan zijn. De rieten worden vastgemaakt met een draad, die er omheen gewonden wordt.
Het instrument is meestal van rood of zwart hardhout gemaakt, maar kan ook van ivoor gemaakt zijn. Bij het maken van het instrument zorgt de bouwer ervoor dat de bovenkant van het instrument ook het bovenste deel van het gebruikte hout is; dit zou het bespelen makkelijker maken dan andersom.
De sralai lijkt qua constructie en speeltechniek sterk op de Thaise pi.